# كريستيان يوليوس هانسن
كريستيان يوليوس هانسن (بالدنماركية: Christian Julius Hansen)‏ هو ملحن دنماركي، ولد في 6 مايو 1814 في كوبنهاغن في الدنمارك، وتوفي في 15 مارس 1875.